# 坎特伯雷
坎特伯雷（英語：Canterbury，讀音：/'kæntəbɹ̩i/ⓘ），英國英格蘭東南區域肯特郡的市鎮，位於坎特伯雷市中心。坎特伯雷是天主教會在英國最早的落腳點，現為聖公會實際領袖坎特伯雷大主教駐錫之地。坎特伯雷座堂及圣奥斯定隐修院等已被聯合國列入世界文化遺產。因此也成為英國最受歡迎的旅遊城市之一。
坎特伯雷最早是不列顛人聚居地，名為“*Durou̯ernon”，這個詞來自於古不列顛語詞根“*duro-”（要塞）和“*u̯erno-”（桤）。公元1世紀羅馬人佔領之後改為“Durovernum Cantiacorum”。後來又成為朱特人聚居地，此時才改名Canterbury，而這個詞則是來自古英語Cantwareburh（肯特人的要塞）。597年肯特王國皈依基督教，坎特伯雷的聖奧古斯丁在此城市成立主教教座，而他本人也成為第一任坎特伯雷大主教。1170年托馬斯·貝克特謀殺案發生於坎特伯雷座堂，因此此地變成了世界性的基督教徒朝聖地。14世紀喬叟的《坎特伯雷故事集》亦以到此處朝聖為故事背景。

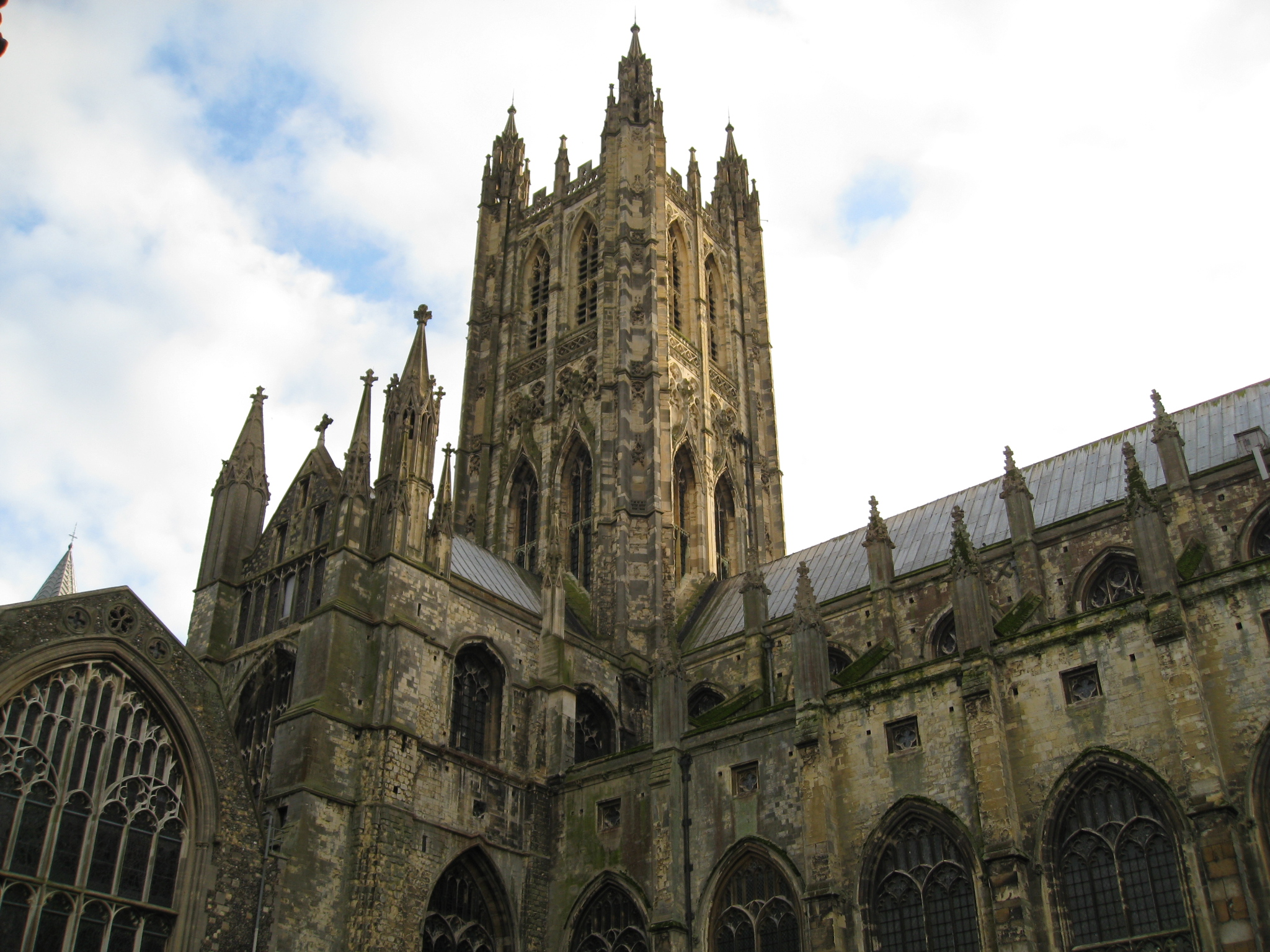
坎特伯雷座堂是世界最著名的宗教建築之一

此地的教育機構則有国王学校、肯特大學、坎特伯雷基督教會大學、創作藝術大學等。另外馬洛劇院也位於此地。教育方面, 肯特大學是全英國以及全世界最早期提供稀有的精算學學士到博士課程，吸引世界各地頂尖精英入讀,而国王学校則是全英國第一間中學。

## 經濟

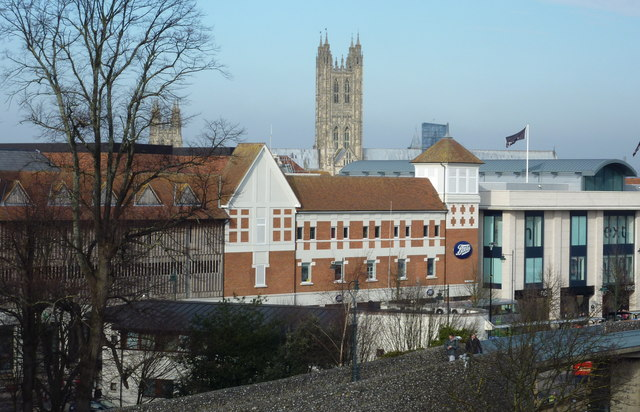
白衣修士購物區

2001年，坎特伯雷地區約有4,761種商業活動，有超過6萬全職和兼職員工，價值為13億英鎊。因此是肯特郡第二大經濟區。2001年白衣修士購物中心（Whitefriars shopping complex）的建成大大降低了當地的失業率。 旅遊業是當地的支柱產業，每年貢獻2.58億英鎊的收入。而其中坎特伯雷座堂每年接待超過100萬遊客。

## 運動
聖勞倫斯球場是肯特郡板球隊的主場，曾多次舉辦單日國際賽。
2007年重整的Canterbury City F.C.是當地一家足球俱樂部，在南郡東足球聯賽比賽。坎特伯雷RFC成立於1926年，是當地第一個參加國家級聯賽的球隊。
環法自行車賽在1994年和2007年兩度經過該地區。
坎特伯雷冰球俱樂部是全國最大的冰上曲棍球俱樂部之一，1988年夏季奧運會冰上曲棍球金牌得主Sean Kerly是該俱樂部成員。

## 地理
坎特伯雷位於肯特郡東部，距倫敦東南偏東約55英里（89公里）。沿海城鎮Herne Bay和Whitstable位於北部6英里（10公里）處，Faversham位於西北部8英里（13公里）處。附近的村莊包括Rough Common，Sturry和Tyler Hill。 Thanington Without的民間教區位於西南部;這座城市的其他地方都是未經開發的。 Harbledown，Wincheap和Hales Place是這個城市的郊區。

## 教育
大學和學院
該市估計有31,000名學生（英國學生/永久居民比例最高）因為這裡有三所大學，還有其他幾所高等教育機構和大學;在2001年的人口普查中，16-74歲人口中有22％是全日制學生，而整個英格蘭的這一比例為7％。該市擁有三所大學：肯特大學，坎特伯雷基督教會大學，創意藝術大學。肯特大學的主校區佔地600英畝（243公頃），位於坎特伯雷市中心以北1英里的聖斯蒂芬山上。它原名坎特伯雷肯特大學，成立於1965年，2000年在查塔姆鎮開設了一個較小的校區。截至2014年，它有大約20,000名學生。
中小學
英國最古老的獨立中學包括 Kent College, St Edmund's School and the King's School.

## 外部連結
- Canterbury City Council（页面存档备份，存于）
- Canterbury Buildings website（页面存档备份，存于） – Archaeological and heritage site of Canterbury's buildings.
- Canterbury Archaeological Trust – Whitefriars excavations
- TimeTeam: Canterbury Big Dig（页面存档备份，存于）
- UNESCO World Heritage Centre（页面存档备份，存于） – World Heritage profile for Canterbury.